# Levering
Levering es un lugar designado por el censo ubicado en el condado de Emmet en el estado estadounidense de Míchigan. En el Censo de 2010 tenía una población de 215 habitantes y una densidad poblacional de 190,39 personas por km².

## Geografía
Levering se encuentra ubicado en las coordenadas 45°38′5″N 84°47′3″O / 45.63472, -84.78417. Según la Oficina del Censo de los Estados Unidos, Levering tiene una superficie total de 1.13 km², de la cual 1.13 km² corresponden a tierra firme y (0%) 0 km² es agua.

## Demografía
Según el censo de 2010, había 215 personas residiendo en Levering. La densidad de población era de 190,39 hab./km². De los 215 habitantes, Levering estaba compuesto por el 91.16% blancos, el 0% eran afroamericanos, el 4.19% eran amerindios, el 0.93% eran asiáticos, el 0% eran isleños del Pacífico, el 0% eran de otras razas y el 3.72% pertenecían a dos o más razas. Del total de la población el 0.93% eran hispanos o latinos de cualquier raza.